# Corning (New York)
Corning ist die bedeutendste Stadt des Steuben County im US-Bundesstaat New York. Corning hat rund 11.000 Einwohner. Wenn man die politisch unabhängigen Vororte Painted Post und Gang Mills mitzählt, die in das Bebauungsgebiet von Corning mehr oder weniger direkt übergehen, rechnet man in der unmittelbaren Corning Area mit 17.210 Einwohnern.
Stärkster Wirtschaftsfaktor der Stadt ist die Glasindustrie. Neben dem Spezialglashersteller Corning Inc. sind in Corning auch zahlreiche (Kunst-)Glasbläsereien ansässig. Corning ist Sitz eines Community Colleges und des Corning Museum of Glass.

## Geografie
Corning liegt an den Ufern des Chemung River. Nach Angaben des United States Census Bureau hat die Stadt eine Fläche von 8,5 km² (3,3 mi²). 8,1 km² (3,1 mi²) davon ist Landfläche, 0,4 km² (0,2 mi²) ist Wasserfläche. Der Chemung River entsteht direkt westlich von Corning, bei Painted Post, durch die Vereinigung von Cohocton River und Tioga River.
Der Fluss, der in der Frühgeschichte der Stadt eine bedeutende Energiequelle bildete, macht noch heute einen Teil der landschaftlichen Schönheit der Region aus. Da er von Hügelketten umgeben ist, von denen Regenwasser schnell ins Tal läuft, neigt er von jeher zur Überflutung. Zur schwersten Flut der jüngeren Vergangenheit kam es 1972, als in der Folge von Hurrikan Agnes in der Region in kurzer Zeit extreme Regenfälle niedergingen. Die gesamte Downtown war überflutet und schwer beschädigt. Beim Wiederaufbau wurde die Gelegenheit zu einer – moderaten – Teuer-Renovierung und Umstrukturierung (Gentrification) des Stadtkerns genutzt.

## Geschichte
Das ursprünglich von verstreut lebenden Indianervölkern wie den Irokesen bewohnte Chemung Valley erlebte 1789 die Ankunft der ersten weißen Siedler, die sich zunächst von der Landwirtschaft, dann aber bald von der Holzwirtschaft und Flößerei ernährten.
Als 1890 die Ortschaften Corning und Knoxville zur „City of Corning“ vereinigt wurden, war die lokale Industrie bereits sehr belebt. Den größten Erfolg hatten die 1851 von Armory Houghton Sr. gegründeten Corning Glass Works, die 1989 in „Corning Inc.“ umbenannt wurden und bis heute der wichtigste Arbeitgeber der Region geblieben sind. Armory Houghton Sr. war der Großvater der Feministin Katharine Martha Houghton Hepburn, die wiederum die Mutter der Schauspielerin Katharine Hepburn war.
Seit 1825 war Corning durch den Chemung Canal an die Binnenschifffahrt und seit 1895 ans Eisenbahnnetz angeschlossen und blühte damit auch zum Handelszentrum auf. Am 4. Juli 1912 ereignete sich ein schwerer Eisenbahnunfall in der Nähe von Corning: Ein Schnellzug fuhr in das Ende eines außerplanmäßig zum Stehen gekommenen Sonderzuges. 39 Menschen starben, 86 wurden darüber hinaus verletzt.

## Demografie
Dem Census von 2000 nach umfasst die Einwohnerschaft von Corning 10.842 Personen (4.996 Haushalte, 2.667 Familien, 5.509 Wohneinheiten). Die Bevölkerungsdichte beträgt 1346/km².
Hinsichtlich seiner Demografie unterscheidet Corning sich nur wenig von anderen, vergleichbar großen Städten der Region, die Anzahl der armen Haushalte ist jedoch etwas höher.
93,94 % der Einwohner sind Weiße, 2,84 % Farbige, 1,49 % Asiaten, 0,79 % Latinos, 0,34 % Native Americans, 1,38 % sind von anderer bzw. gemischter Abstammung. In 26,2 % der Haushalte leben Kinder unter 18 Jahren, 37,6 % werden aus verheirateten Paaren gebildet, 12,3 % bestehen aus Familien, in denen kein Ehemann anwesend ist, und 40,1 % sind Single-Haushalte (15,5 % aller Haushalte werden von Alleinstehenden geführt, die 65 oder älter sind). Der Anteil der Haushalte, in denen nicht-familiäre Gemeinschaften (z. B. unverheiratete Paare) zusammenleben, beträgt 6,5 %. Haushalte umfassen im Mittel 2,14 Personen, Familien 2,89 Personen.
23,3 % der Einwohner sind jünger als 18 Jahre, 8,6 % 18–24 Jahre, 29,2 % 25–44 Jahre, 21,1 % 45–64 Jahre und 17,8 % sind 65 Jahre und älter. Der Altersdurchschnitt beträgt 38 Jahre. Das Verhältnis von Frauen zu Männern beträgt 100:87,5, bei den Erwachsenen (18 und älter) 100:83,5.
Das durchschnittliche Einkommen beträgt pro Haushalt 32.780 $, pro Familie 46.674 $ und pro Einwohner 22.056 $. Männer verdienen im Schnitt 39.805 $, Frauen 27.489 $. 13,0 % der Einwohner und 9,1 % der Familien leben unterhalb der Armutsgrenze. 18,4 % der Kinder unter 18 Jahren und 3,8 % der Alten (65 und älter) leben unterhalb der Armutsgrenze.

## Partnerschaft
- San Giovanni Valdarno in der Toskana, Italien

## Söhne und Töchter der Stadt
- Nathan T. Carr (1833–1885), Politiker
- Harry H. Pratt (1864–1932), Politiker
- Margaret Sanger (1879–1966), Frauenrechtlerin
- Martin C. Ansorge (1882–1967), Jurist und Politiker
- Ethel Byrne (1883–1955), Krankenschwester und Frauenrechtlerin
- Alice Tully (1902–1993), Mäzenin und Opernsängerin
- Guyford Stever (1916–2010), Physiker, Universitätspräsident und Wissenschaftsmanager
- Amo Houghton (1926–2020), Politiker
- Duane Eddy (1938–2024), Gitarrist
- Geoff Bruce (* 1953), Skirennläufer
- Miranda Schreurs (* 1963), Politikwissenschaftlerin
- Parag Pathak (* 1980), Ökonom
- Samuel Sevian (* 2000), Schach-Großmeister